# Yakari
Pour les articles homonymes, voir Yakari (homonymie).
Yakari est une série de bande dessinée suisse pour la jeunesse créée le 12 décembre 1969 par Job (scénario), Derib (dessin) et Dominique (couleurs) dans l'hebdomadaire romand Le Crapaud à lunettes, poursuivie au scénario par Joris Chamblain entre 2016 et 2019 puis par Xavier Giacometti à partir de 2020 et aux couleurs par Rébekah Paulovich depuis 2016, éditée depuis 1973 en albums aux éditions 24 heures, Rossel et Dargaud, puis aux éditions Casterman depuis le troisième tome en 1977, et actuellement aux éditions du Lombard (qui réédite tous les tomes de la série) depuis 1999,. 
La plupart des premières histoires ont été prépubliées dans le périodique Yakari jusqu'en mars 1996. Les tomes 4 à 8 ont également été publiés dans Tintin entre 1978 et 1982, et le tome 9 a été publié dans Pif en 1983,.
La série met en scène Yakari, un enfant sioux de la tribu lakota qui a le don de parler aux animaux d'Amérique du Nord qu'il rencontre en voyageant avec sa tribu.
Il s'agit d'une des bandes dessinées les plus connues et les plus vendues en Europe ; elle a été traduite dans de nombreuses langues. La série a aussi été adaptée sur de nombreux supports, tels qu'en séries animées pour la télévision, en film pour le cinéma, en jeux vidéo, romans, jouets et jeux de société.

## Synopsis

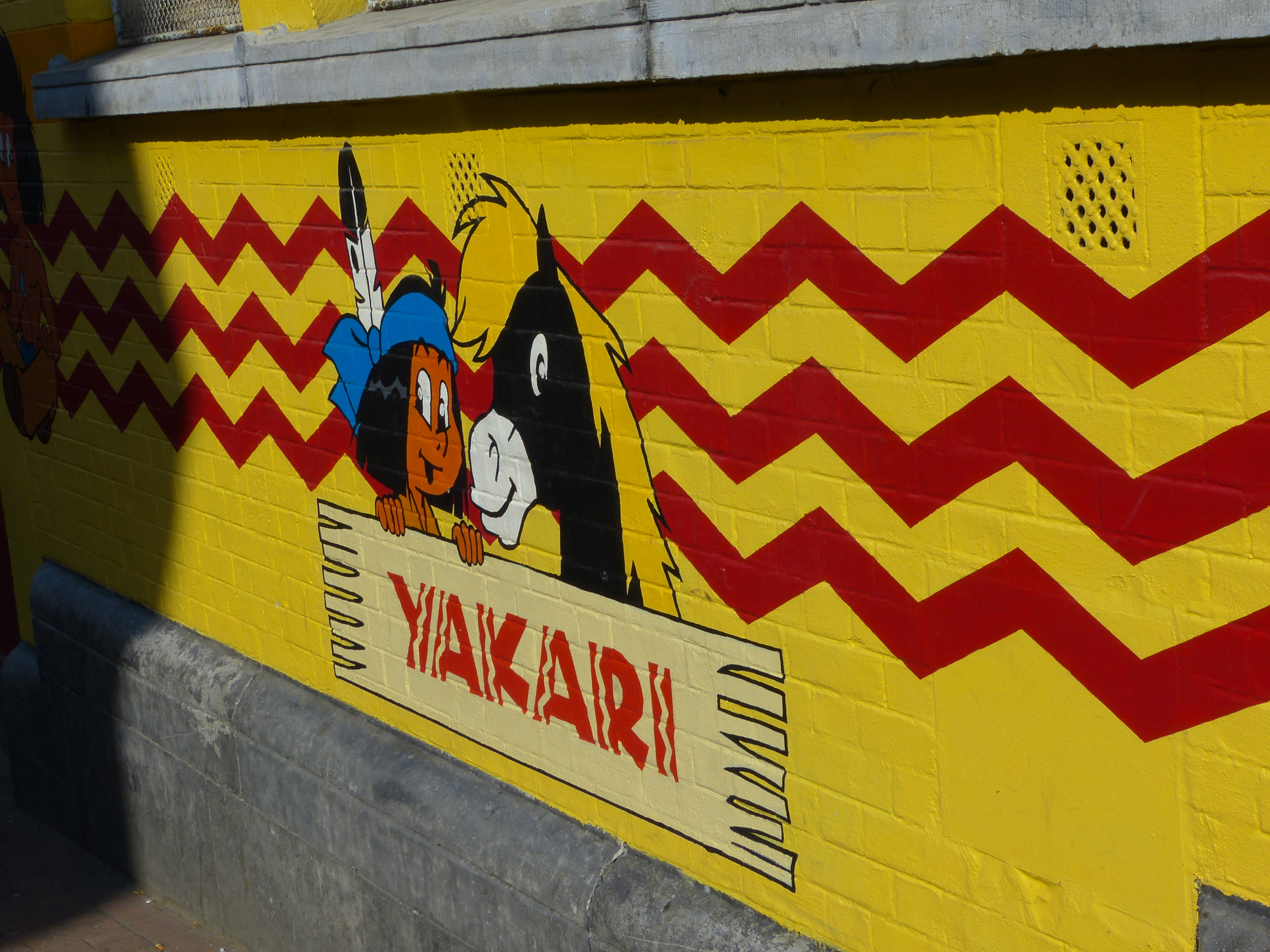
Peinture murale représentant Yakari et Petit Tonnerre, à Saint-Gilles, commune belge de la région de Bruxelles-Capitale.

Yakari est un jeune sioux de la tribu lakota. Il a la particularité de pouvoir comprendre et parler la langue des animaux, don conféré par son ami et totem, Grand Aigle. Ses aventures le mènent à la rencontre de toutes sortes d'animaux d'Amérique du Nord. Son plus grand ami est un cheval mustang nommé Petit Tonnerre. Il a deux amis, Graine-de-Bison et Arc-en-Ciel. Cette série, qui a vocation à « faire aimer la nature », met en scène de nombreuses espèces menacées, notamment par les humains : l'écologie est un thème récurrent de l'œuvre.

## Personnages
Seuls les personnages importants de la série sont mentionnés.

### Sioux
- Yakari : ce garçon sioux lakota[7], dont l'âge semble compris entre 6 et 10 ans, est le personnage principal de la série. Il a découvert qu'il possède le don de parler à tous les animaux.
- Arc-en-Ciel : cette jeune Sioux est la meilleure amie humaine de Yakari. Elle connaît l'existence de son don.
- Celui-qui-sait : homme-médecine (chaman) de la tribu de Yakari.
- Graine-de-Bison : enfant, ami de Yakari. Il rêve de devenir un grand chasseur.
- Regard-droit : père de Yakari.
- Tresse-de-nuit : mère de Yakari.
- Élan-lent : adulte mou et indolent ; il connaît la danse pour faire tomber la pluie.
- Roc-tranquille : vieux sage de la tribu.
- Tortue-rapide : vieille femme de la tribu.
- Œil-de-bouillon : homme qui dort tout le temps, tout en fumant un calumet.
- Arc-tendu : chasseur de la tribu qui, contrairement aux autres membres de la tribu, cherche à obtenir des trophées et ne chasse pas uniquement pour se nourrir. Il va même jusqu'à enlever Arc-en-Ciel pour que Yakari lui livre un ours blanc afin qu'il le tue.
- Corbeau-hardi : chasseur acharné.
- Loup-Tourmenté/Loup-Tranquille : homme meurtri à la suite d'une rencontre avec un loup. Il demande à être appelé Loup-Tranquille après une nouvelle rencontre avec le même loup et grâce à la médiation de Yakari.

### Animaux
Animaux de la tribu
- Petit Tonnerre : ce petit cheval de race mustang est la monture et l'ami inséparable de Yakari. Il est noir et blanc avec une crinière et une queue jaune.
- Oreille-Tombante : un chien de la tribu.

Animaux totems et esprits
- Grand-Aigle : ce pygargue à tête blanche est le totem de Yakari. Il sait toujours où est Yakari et ce qu'il fait. Il intervient rarement et parle par énigmes, mais toujours dans le but de l'aider[réf. souhaitée].
- Nanabozo : lapin, totem d'Arc-en-Ciel. Bien qu'il soit un lapin, c'est un magicien et on le voit parfois sous d'autres formes.

Animaux sauvages
- Double-Dent : castor, artiste.
- Tilleul : jeune castor, farceur et aventureux.
- Rosier-Sauvage : castor, mère de Tilleul.
- Rude-Écorce : castor, père de Tilleul.
- Mille-Gueules : castor, « chef de chantier ».
- Digue-de-Bois : vieux castor, « sage » du clan-famille.
- Le Grizzly : ours d'abord ennemi, puis ami de Yakari.
- Rayon-de-Miel : ours de petite taille. C'est peut-être un baribal.
- Boule-de-Neige : Ours noir à la fourrure blanche rejeté par les autres ours à cause de sa différence, ami de Yakari.

## Historique
Derib passe son enfance dans le chalet de montagne de ses parents dans le Valais en Suisse, à 1 800 mètres d'altitude au milieu de la nature et des animaux, et, par la suite, vit à la campagne. Il est marqué par la lecture de Corentin chez les Peaux-Rouges de Paul Cuvelier et de la série Jerry Spring de Jijé dont il apprécie le fait qu'« il dessinait les Indiens de façon intelligente, sans les caricaturer ». Passionné par la nature et les animaux, spécialement les chevaux, ainsi que par la spiritualité indienne qu'il découvre (« L’Indien symbolise le respect de la vie, de la planète, de la nature, des animaux »), c'est tout naturellement qu'il imagine le personnage d'un petit Indien. Le personnage de Yakari naît ainsi graphiquement en 1964 alors que Derib, âgé de 19 ans et collaborateur au studio Peyo à Bruxelles, travaille sur l'encrage et les décors de l'album Le Schtroumpfissime. Durant cette période de recherches graphiques, Yakari porta dans un premier temps un arc et des flèches. Plusieurs autres personnages apparurent aussi dans les études du dessinateur : son cheval Petit Tonnerre, le père de Yakari, ou encore Œil-de-Bouillon. Le style de l'univers de l'époque est alors plus tourné vers le comique, influencé par une série dessinée par Uderzo, Oumpah-Pah. Le personnage lui est inspiré par l'image mythique de l'Indien qui galope sur un cheval derrière des bisons avec des plumes sur la tête. « Je l'ai appelé Yakari sans savoir pourquoi, cela sonnait bien, c'était joyeux ». Dans deux langues, le Sanskrit (Inde) et une langue amérindienne d'Amérique du Nord, « yakari » signifie : Celui qui agit.[réf. nécessaire]
Le personnage demeure dans les cartons de Derib pendant quelques années. Revenu en Suisse, il est sollicité par André Jobin, rédacteur en chef de l'hebdomadaire des écoliers romands Le Crapaud à lunettes pour mettre en images  les scénarios du personnage de Pythagore qu'il écrivait lui-même sous le nom de Job pour sa revue. Devenu ami avec Job, Derib lui propose le personnage d'Indien qu'il avait créé quelques années auparavant et Yakari paraît pour la première fois le 12 décembre 1969 en noir et blanc, entre deux épisodes du hibou Pythagore dans l'hebdomadaire romand,. Yakari rencontre rapidement un grand succès et, après une première édition en Suisse par les éditions 24 heures et Rossel Éditions, la série est éditée par Dargaud puis Casterman.  Après la disparition du Crapaud à lunettes, Job crée le mensuel Yakari, qui est diffusé dans la Suisse entière jusqu'en 1996, dans lequel les histoires du petit Indien sont régulièrement publiées,.
La collaboration en trio entre Derib au dessin, Job au scénario et Dominique de Ribaupierre aux couleurs, se prolonge pendant quarante ans jusqu'au 38e album.
Après la publication de ce trente-huitième album, Job, âgé alors de 87 ans, ne souhaite plus continuer le scénario, qui est confié en 2016 à Joris Chamblain,. L'épouse de Derib souhaite également cesser son activité de coloriste et les couleurs sont confiées à Rébekah Paulovich.
Après l'écriture de deux albums, Joris Chamblain cède la place en 2020 à Xavier Giacometti, un habitué de l'univers de Yakari puisqu'il est le réalisateur, entre 2005 et 2018, des 152 épisodes de la série télévisée d'animation (5 saisons) tirée de la série et le scénariste et réalisateur, en 2020, du long-métrage d'animation Yakari, le film,.
Lors d'une interview en septembre 2020, Job a cependant indiqué : « Je voudrais recommencer, j’ai une idée pour un nouvel album. »

## Publication

### Albums

#### Historique des publications en albums
La série Yakari est d'abord publiée dans un court intervalle en 1973 par trois éditeurs selon les pays : aux éditions 24 heures en Suisse, Rossel en Belgique et Dargaud en France. Même chose pour le tome 2. La série est ensuite publiée dans la collection normale de Casterman de 1977 à 1998. Toujours en collection normale, elle est finalement reprise par Le Lombard en 1999,.

#### Liste de publication en albums
Ces listes présentent les caractéristiques de la première édition de chaque album dans le monde et indique les changements de titres.

##### Série classique
- 1 Yakari (réédité plus tard sous le titre Yakari et Grand Aigle), 24 Heures, Lausanne, mars 1973
Scénario : Job - Dessin : Derib -   (ISBN 2-203-30301-8)
- 2 Yakari et le Bison blanc, André Jobin éditeur, novembre 1976
Scénario : Job - Dessin : Derib -   (ISBN 2-203-30302-6)
- 3 Yakari chez les castors, Casterman, Bruxelles, 1977
Scénario : Job - Dessin : Derib -   (ISBN 2-203-30303-4)[19]
- 4 Yakari et Nanabozo, Casterman, Bruxelles, 1978
Scénario : Job - Dessin : Derib -   (ISBN 2-203-30304-2)
- 5 Yakari et le Grizzly, Casterman, Bruxelles, 1979
Scénario : Job - Dessin : Derib -   (ISBN 2-203-30305-0)
- 6 Le Secret de Petit Tonnerre, Casterman, Bruxelles, 1981
Scénario : Job - Dessin : Derib -   (ISBN 2-203-30306-9)
- 7 Yakari et l'Étranger, Casterman, Bruxelles, 1982
Scénario : Job - Dessin : Derib -   (ISBN 2-203-30307-7)
- 8 Yakari au pays des loups, Casterman, Bruxelles, 1983
Scénario : Job - Dessin : Derib -   (ISBN 2-203-30308-5)
- 9 Les Prisonniers de l'île, Casterman, Bruxelles, 1983
Scénario : Job - Dessin : Derib -   (ISBN 2-203-30309-3)
- 10 Le Grand Terrier, Casterman, Bruxelles, 1984
Scénario : Job - Dessin : Derib -   (ISBN 2-203-30310-7)
- 11 Yakari et la Toison blanche, Casterman, Bruxelles, 1985
Scénario : Job - Dessin : Derib -   (ISBN 2-203-30311-5)
- 12 Yakari et le Coyote, Casterman, Bruxelles, 1986
Scénario : Job - Dessin : Derib -   (ISBN 2-203-30312-3)
- 13 Les Seigneurs des plaines, Casterman, Bruxelles, 1987
Scénario : Job - Dessin : Derib -   (ISBN 2-203-30313-1)
- 14 Le Vol des corbeaux, Casterman, Bruxelles, 1988
Scénario : Job - Dessin : Derib -   (ISBN 2-203-30314-X)
- 15 La Rivière de l'oubli, Casterman, Bruxelles, 1989
Scénario : Job - Dessin : Derib -   (ISBN 2-203-30315-8)
- 16 Le Premier Galop, Casterman, Bruxelles, 1990
Scénario : Job - Dessin : Derib -   (ISBN 2-203-30316-6)
- 17 Le Monstre du lac, Casterman, Bruxelles, 1991
Scénario : Job - Dessin : Derib -   (ISBN 2-203-30317-4)
- 18 L'Oiseau de neige, Casterman, Bruxelles, 1992
Scénario : Job - Dessin : Derib -   (ISBN 2-203-30318-2)
- 19 La Barrière de feu, Casterman, Bruxelles, 1993
Scénario : Job - Dessin : Derib -   (ISBN 2-203-30319-0)
- 20 Le Diable des bois, Casterman, Bruxelles, 1994
Scénario : Job - Dessin : Derib -   (ISBN 2-203-30320-4)
- 21 Le Souffleur de nuages, Casterman, Bruxelles, 1995
Scénario : Job - Dessin : Derib -   (ISBN 2-203-30321-2)
- 22 La Fureur du ciel, Casterman, Bruxelles, 1996
Scénario : Job - Dessin : Derib -   (ISBN 2-203-30322-0)
- 23 Yakari et les Cornes fourchues, Casterman, Bruxelles, 1997
Scénario : Job - Dessin : Derib -   (ISBN 2-203-30323-9)
- 24 Yakari et l'Ours fantôme, Casterman, Bruxelles, 1998
Scénario : Job - Dessin : Derib -   (ISBN 2-203-30324-7)
- 25 Le Mystère de la falaise, Le Lombard, Bruxelles, 1999
Scénario : Job - Dessin : Derib -   (ISBN 2-8036-1447-2)
- 26 La Vengeance du carcajou, Le Lombard, Bruxelles, 2000
Scénario : Job - Dessin : Derib -   (ISBN 2-8036-1508-8)
- 27 Yakari et Longues-Oreilles, Le Lombard, Bruxelles, 2001
Scénario : Job - Dessin : Derib -   (ISBN 2-8036-1657-2)
- 28 Le Chêne qui parlait, Le Lombard, Bruxelles, 2002
Scénario : Job - Dessin : Derib -   (ISBN 2-8036-1764-1)
- 29 Le Réveil du géant, Le Lombard, Bruxelles, 2003
Scénario : Job - Dessin : Derib -   (ISBN 2-8036-1891-5)
- 30 Le Marcheur de nuit, Le Lombard, Bruxelles, 2004
Scénario : Job - Dessin : Derib -   (ISBN 2-8036-1997-0)
- 31 Yakari et les Appaloosas, Le Lombard, Bruxelles, 2005
Scénario : Job - Dessin : Derib -   (ISBN 2-8036-2080-4)
- 32 Les Griffes de l'ours, Le Lombard, Bruxelles, 2006
Scénario : Job - Dessin : Derib -   (ISBN 2-8036-2192-4)
- 33 Le Marais de la peur, Le Lombard, Bruxelles, 2007
Scénario : Job - Dessin : Derib -   (ISBN 978-2-8036-2308-2)
- 34 Le Retour du lapin magicien (réédité plus tard sous le titre Revoilà Nanabozo), Le Lombard, Bruxelles, 2008
Scénario : Job - Dessin : Derib -   (ISBN 978-2-8036-2429-4)
- 35 L'Escapade de l'ourson, Le Lombard, Bruxelles, 2009
Scénario : Job - Dessin : Derib -   (ISBN 978-2-8036-2576-5)
- 36 Le Lézard de l'ombre, Le Lombard, Bruxelles, 22 avril 2011
Scénario : Job - Dessin : Derib -   (ISBN 978-2-8036-2809-4)
- 37 Le Mangeur d'étoiles, Le Lombard, Bruxelles, 26 octobre 2012
Scénario : Job - Dessin : Derib -   (ISBN 978-2-8036-3106-3)
- 38 Yakari et la Tueuse des mers, Le Lombard, Bruxelles, 14 mars 2014
Scénario : Job - Dessin : Derib -   (ISBN 978-2-8036-3288-6)
- 39 Le Jour du silence, Le Lombard, Bruxelles, 14 octobre 2016
Scénario : Joris Chamblain, Job - Dessin : Derib - Couleurs : Rébekah Paulovich -   (ISBN 978-2-8036-3674-7)
- 40 L'Esprit des chevaux, Le Lombard, Bruxelles, 11 octobre 2019
Scénario : Joris Chamblain - Dessin : Derib - Couleurs : Rébekah Paulovich -   (ISBN 978-2-8036-7373-5)
- 41 Le Fils de l'aigle, Le Lombard, Bruxelles, 2 octobre 2020
Scénario : Xavier Giacometti - Dessin : Derib - Couleurs : Rébekah Paulovich -   (ISBN 978-2-8036-7892-1)
- 42 La Colère de Thathanka, Le Lombard, Bruxelles, 13 mai 2022
Scénario : Xavier Giacometti - Dessin : Derib - Couleurs : Rébekah Paulovich -   (ISBN 978-2-8036-8030-6)

##### Série petit format
Yakari, l'ami des animaux est une intégrale thématique où chaque tome regroupe trois albums de la série classique en fonction d'une espèce animale particulière.
- 1 Yakari, l'ami des chevaux, Le Lombard, Bruxelles, 17 avril 2009
Scénario : Job - Dessin : Derib - Couleurs : Dominique -  (ISBN 978-2-8036-2542-0)
- 2 Yakari, l'ami des castors, Le Lombard, Bruxelles, 6 mars 2010
Scénario : Job - Dessin : Derib - Couleurs : Dominique -  (ISBN 978-2-8036-2684-7)
- 3 Yakari, l'ami des ours, Le Lombard, Bruxelles, 12 novembre 2010
Scénario : Job - Dessin : Derib - Couleurs : Dominique -  (ISBN 978-2-8036-2733-2)
- 4 Yakari, l'ami des bisons, Le Lombard, Bruxelles, 3 juin 2011
Scénario : Job - Dessin : Derib - Couleurs : Dominique -  (ISBN 978-2-8036-2838-4)
- 5 Yakari, l'ami des loups, Le Lombard, Bruxelles, 18 novembre 2011
Scénario : Job - Dessin : Derib - Couleurs : Dominique -  (ISBN 978-2-8036-2974-9)
- 6 Yakari, l'ami des oiseaux, Le Lombard, Bruxelles, 17 février 2012
Scénario : Job - Dessin : Derib - Couleurs : Dominique -  (ISBN 978-2-8036-3046-2)
- 7 Yakari, sous l'aile de Grand Aigle, Le Lombard, Bruxelles, 13 septembre 2013
Scénario : Job - Dessin : Derib - Couleurs : Dominique -  (ISBN 978-2-8036-3318-0)
  - incluant :
  - Yakari et Grand Aigle
  - Yakari et la Toison blanche
  - Le Chêne qui parlait

### Périodiques
Le magazine Yakari paraît de 1974 à 1996 et compte 256 numéros.

## Analyse

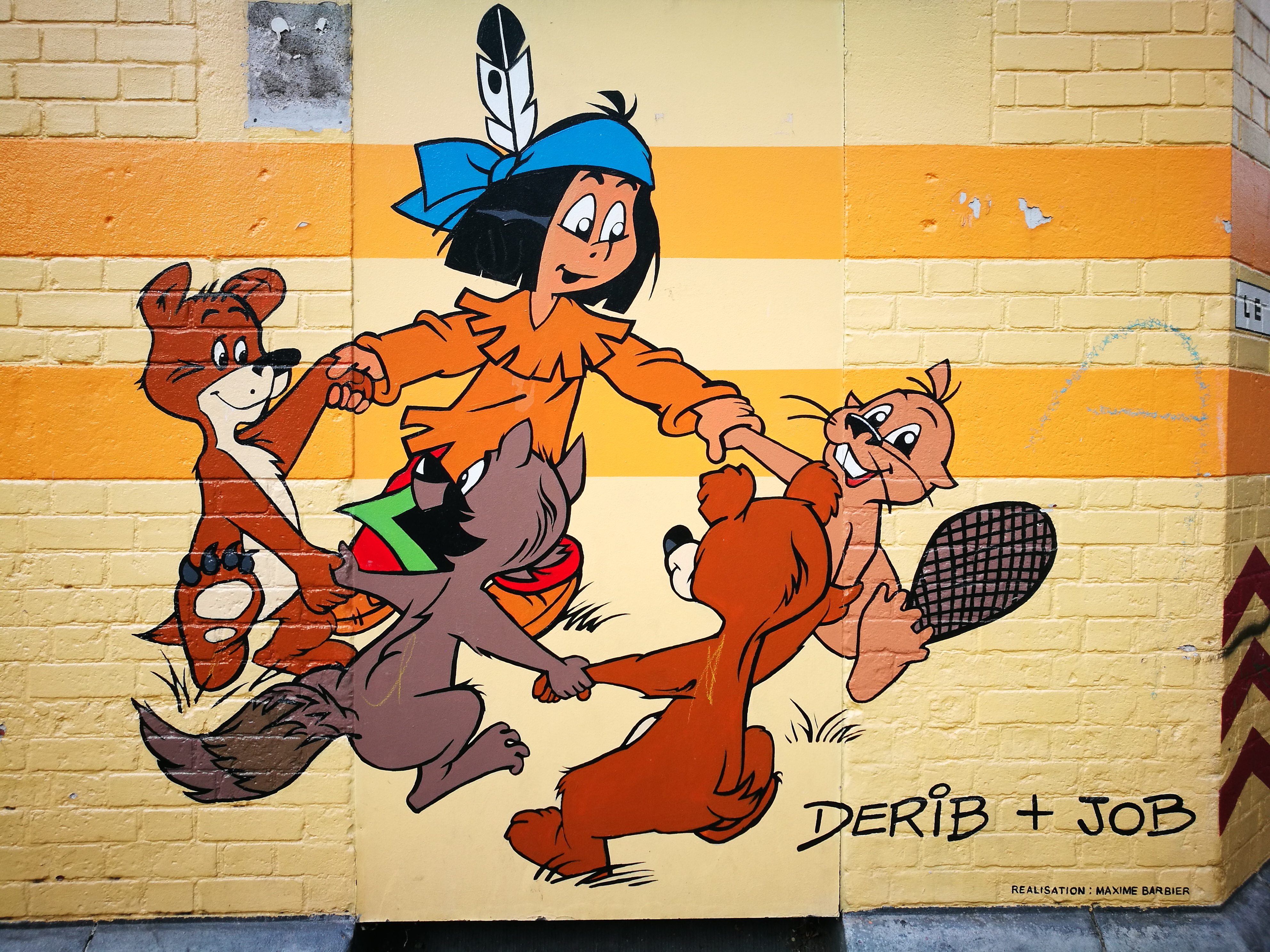
Yakari en train de danser avec ses amis les animaux. Peinture murale du parcours BD de Bruxelles.

Avec le personnage de Petit Tonnerre, la série accorde une place centrale au cheval, animal qu'on trouve dans toutes les bandes dessinées se passant pendant la conquête de l'Ouest américain.

## Postérité

### Accueil critique
L'album Le Secret de Petit Tonnerre remporta en 1982 le prix Alfred Enfant au Festival d'Angoulême.
| Année | Prix                  | Récipiendaire(s) et nomination(s) | Éditeur    | Résultat | Ref.   |
| ----- | --------------------- | --------------------------------- | ---------- | -------- | ------ |
| 1982  | Alfred Enfant         | Le Secret de Petit Tonnerre       | Casterman  | Lauréat  | [ 21 ] |
| 2006  | Prix jeunesse 7-8 ans | Yakari et les Appaloosas          | Le Lombard | Lauréat  | [ 22 ] |

### Influences

#### Liens avec les mythologies amérindiennes
- Le personnage de Nanabozo, le lapin géant, vient de la mythologie Ojibwé : c'est un esprit malicieux et ingénieux, qui participe à la création du monde[23].
- Les bisons blancs sont considérés comme sacrés pour beaucoup de peuples amérindiens[Lesquels ?][réf. nécessaire].
- Les plumes de pygargue à tête blanche (comme Grand Aigle) sont traditionnellement utilisées pour des cérémonies sacrées[Par qui ?][réf. nécessaire].

### Adaptations

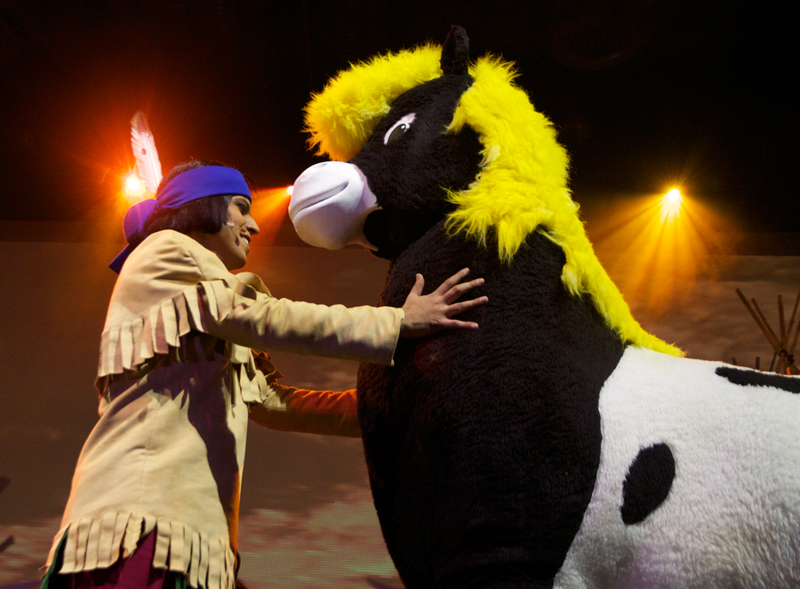
Yakari et Petit Tonnerre dans la comédie musicale Yakari - Freunde fürs Leben. (2013).

#### Traductions
La série a été traduite en une vingtaine de langues.

#### Séries télévisées
Yakari a été adapté à deux reprises pour la télévision. La première série a été diffusée à partir de 1983, tandis que la seconde le fut à partir de 2005.

#### Comédie musicale
- Yakari - Freunde fürs Leben (français Yakari - Des amis pour la vie, comédie musicale allemande, 2013)

#### Films
- Yakari est adapté en film, sous le titre Yakari : La Grande Aventure dans un long métrage d'animation de 86 minutes, sorti en salles en 2020.
- Un deuxième long-métrage est en préparation ; il devrait sortir sur les écrans début 2026[réf. souhaitée].

#### Jeu vidéo
Le Mystère de Quatre-Saisons est un jeu de plates-formes sorti sur Nintendo 3DS en 2015.